# Бой при Столовичах
Бой при Столовичах — одно из сражений войны Российской империи с барскими конфедератами, произошедшее 13 (24) сентября 1771 года на территории современной Беларуси.

## Предыстория
В 1768 году в подольском городке Баре было создана так называемая Барская конфедерация — союз польско-литовской шляхты, выступившей против влияния России в Речи Посполитой, в частности, достигнутого князем Репниным уравнения в правах некатоликов («диссидентов»), а также против «соглашательского» короля Станислава Понятовского.
На подавление шляхетской конфедерации по просьбе законных властей Речи Посполитой были отправлены русские войска. Несмотря на одновременную русско-турецкую войну, спровоцированную конфедератами, были стремительно взяты Бар, Львов и Краков, а в остальных частях Речи Посполитой запылали антишляхетские восстания, в том числе Колиивщина в Малороссии.
После того, как Суворов разбил Дюмурье в битве под Лянцкороной, последние надежды польских конфедератов сосредоточились на литовском великом гетмане графе Огинском. Долго колебавшегося магната уговорило выступить на стороне конфедератов французское правительство, обещавшее ему в случае победы польский престол. Огинский внезапно напал на стоявший под Барановичами отряд Санкт-петербургского легиона полковника Албычева и разбил его, взяв в плен 500 человек, сам Албычев при этом погиб. После этого под знамёна Огинского стали стекаться шляхтичи.

## Ход боя
Поскольку Суворову было понятно, что вокруг Огинского может организоваться серьёзная сила, он решил подавить этот очаг сопротивления в зародыше. С отрядом в 900 человек, пройдя за четыре дня около двухсот верст, он подошёл к местечку Столовичи, где разместились основные силы Огинского. Несмотря на численное превосходство неприятеля, Суворов, верный своей обычной тактике, немедленно атаковал: 
Нападение наше на литовцев было со спины,
Тёмной ночью русский отряд без шума снял сторожевой пикет и ворвался в Столовичи. По словам Суворова:
Перед нами было болото и чрез оное — плотина, по которой майор Киселев с суздальскими гренадерами пошел на штыках, пробил и дал место нашей коннице, которой предводитель подполковник Рылеев все встречающееся в местечке порубил и потоптал.
Не давая опомниться конфедератам, русские, к которым примкнули содержавшиеся здесь в плену солдаты убитого Албычева, штыками и палашами очистили Столовичи.
В Столовичах была расположена только часть польско-литовских войск. Остальные — около 500 человек шляхетского конного ополчения — разбили лагерь в поле. Не позволяя им прийти в себя, Суворов на рассвете атаковал их силами полуэскадрона (78 карабинеров) Санкт-Петербургского карабинерного полка и рассеял. Освобождены были 435 человек пленных из отряда Албычева, при них отбиты 2 их орудия.
Победа была полная. Огинский с десятком гусар и своим секретарем Франциском Хоминским бежал за границу.

## Результаты
У боя при Столовичах были далеко идущие последствия. Был захвачен весь обоз и вся артиллерия Огинского. Восстанию в Литве был положен конец. Суворов доносил о бое: 
Сражение продолжалось от трёх до четырёх часов, и вся Литва успокоилась.
Суворов был настолько доволен поведением своих солдат в этой операции, что подарил каждому из них от себя по серебряному рублю. Сам он был награждён за эту победу орденом — Святого Александра Невского, третьим за время пребывания в Речи Посполитой. 
Екатерина II писала  А. И. Бибикову, назначенному на смену Веймарну:
Что господин Суворов окончил фарсу господина Огинского — сие весьма хорошо...
Действия Суворова в значительной степени повлияли на исход кампании и привели к скорой победе и первому разделу Речи Посполитой.